# Steso songs
Steso songs är ett artistnamn för Karolina Stenström, född 30 maj 1983 i Hultsfreds församling, en svensk låtskrivare, sångerska och pianist. Hon har även duon Psykakuten tillsammans med Henrik Svensson. Tidigare har hon spelat i bandet Alien She.
Hösten 2006 agerade Stenström förband åt Marit Bergman och fick många nya fans. Hennes texter handlar bland annat om att vilja utplåna allt som gör tonårstjejer ledsna och om kärlek. Låtarna framför hon ibland till enbart eget pianoackompanjemang. 
År 2008 grundade Stenström skivbolaget Lyckan som gett ut skivor med Steso songs, Kite och Psykakuten.
År 2010 släpptes albumet Now It's Dark och åtta år senare kom uppföljaren 34. Singeln "Let the Darkness Down" hörs i Lukas Moodyssons HBO-serie Gösta (2019). År 2019 bytte hon språk och började göra musik på svenska i och med att hon släppte singeln "Du behöver inte vara rädd".
Stenström är redaktör för kulturtidskriften Det grymma svärdet.

## Diskografi
- Death and Pills and Scars (CDR, 2006)
- EP (12", 2008)
- The Worse (singel, 2009)
- Now It's Dark (album, 2010)
- "Lilies on Fire" (kassett EP, 2014)
- "Drowner" (kassett EP, 2016)
- "Plz Don’t Love Me More" (singel, 2018)
- 34 (album, 2018)
- "Du behöver inte vara rädd" (singel, 2019)
- "Evig istid" (singel 2019)
- "Jag e full" (singel 2019)
- Utomjording hon (kassett-EP, 2019)